# Timandra nelsoni
Timandra nelsoni là một loài bướm đêm trong họ Geometridae.